# Isis Hainsworth

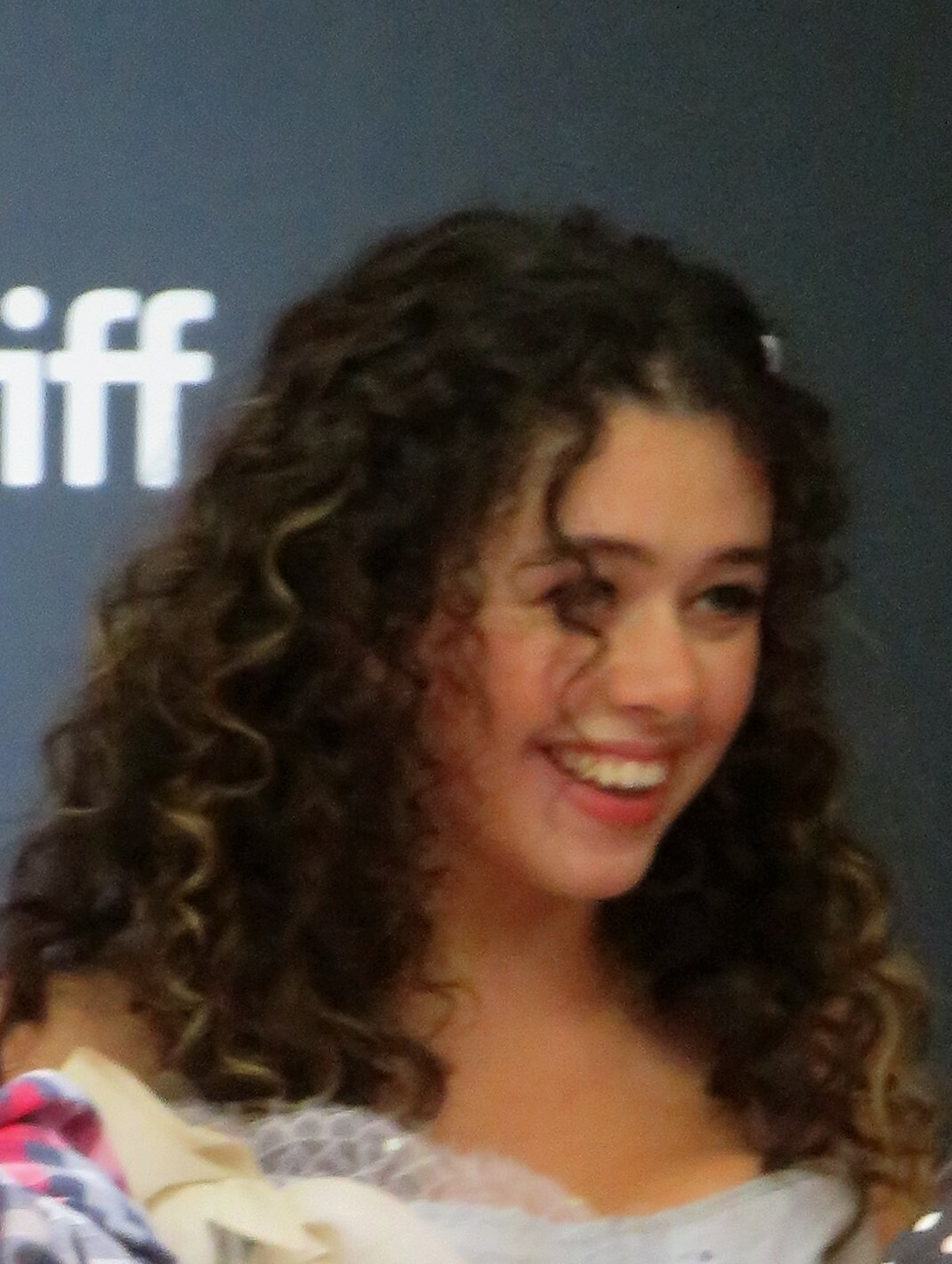
Isis Hainsworth

Isis Hainsworth (* 22. September 1998 in Edinburgh) ist eine schottische Filmschauspielerin.

## Leben
Isis Hainsworth wuchs in Schottland auf. Sie begann ihre Schauspielkarriere am Theater und wechselte dann zum Fernsehen, wo sie für ITV und BBC drehte. Sie spielte wiederkehrende Rollen in den Fernsehserien  Harlots – Haus der Huren (2018), Wanderlust (2018) und The Victim (2019).
2020 war sie in den Filmen Emma und Die Misswahl – Der Beginn einer Revolution zu sehen. 2022 spielte sie die weibliche Hauptrolle der Emily im Netflix-Film Metal Lords von D.B. Weiss (Drehbuch) und Peter Sollett (Regie).

## Filmografie
- 2016: Retribution (Miniserie, 4 Episoden)
- 2016: In Plain Sight (Miniserie, eine Episode)
- 2018: Harlots – Haus der Huren (Harlots) (Fernsehserie, 4 Episoden)
- 2018: Wanderlust (Fernsehserie, 5 Episoden)
- 2018: Les Misérables (Miniserie)
- 2019: The Victim (Miniserie, 4 Episoden)
- 2020: Emma
- 2020: Die Misswahl – Der Beginn einer Revolution (Misbehaviour)
- 2022: Skint (Fernsehserie, 1 Episode)
- 2022: Metal Lords
- 2022: Red Rose (Fernsehserie, 8 Episoden)
- 2022: Catherine Called Birdy